# Feminismo lésbico
O feminismo lésbico é um movimento cultural e perspectiva crítica, mais influente na década de 1970 e início da década de 1980 (principalmente na América do Norte e na Europa Ocidental), que incentiva as mulheres a dirigirem suas energias para outras mulheres em vez dos homens e muitas vezes defendendo as mulheres lésbicas como o resultado lógico do feminismo. Algumas pensadoras e principais ativistas estão Charlotte Bunch, Rita Mae Brown, Adrienne Rich, Audre Lorde, Marilyn Frye, Mary Daly, Sheila Jeffreys e Monique Wittig (embora esta última seja mais comumente associada com o surgimento da Teoria queer).
O feminismo lésbico se reuniu no início de 1970 a partir da insatisfação com a Segunda onda do feminismo e do movimento de libertação gay.
Nas palavras da feminista lésbica, Sheila Jeffreys, "o feminismo lésbico surgiu como resultado de dois empreendimentos: as lésbicas dentro do WLM (Women's Liberation Movement) começou a criar uma nova, política lésbicas distintamente feministas e lésbicas da GLF (Gay Liberation Front) restaram para juntar-se a suas irmãs".

## Ideias-chave
Assim como o feminismo, estudos gays lésbica e a teoria queer, o feminismo lésbico é caracterizado pela contestação e a revisão. No entanto, se um tema-chave poder ser isolado seria a análise da heterossexualidade como uma instituição. Os textos feministas lésbicos trabalham para desnaturalizar a heterossexualidade e, com base nesta desnaturalização, explorar as "raízes" da heterossexualidade em instituições como o patriarcado, o capitalismo e o colonialismo. Além disso, o feminismo lésbico defende o lesbianismo como resultado racional de alienação e insatisfação com estas instituições.
Sheila Jeffreys define o feminismo lésbico como tendo sete temas principais:
- Uma ênfase sobre o amor das mulheres para o outro
- Organizações separatistas
- Comunidades e ideias
- Ideia de que o lesbianismo é sobre escolha e resistência
- Ideia de que o pessoal é político
- A rejeição da hierarquia social
- A crítica da supremacia masculina (que erotiza a desigualdade)

### Biologia, escolha e construcionismo social
Como descrito acima, o feminismo lésbico normalmente situa a homossexualidade das mulheres como uma forma de resistência às instituições "feitas pelo homem". A orientação sexual é posta aqui como uma escolha, ou pelo menos uma resposta consciente a uma situação.

### Separatismo
No feminismo separatista, a homossexualidade das mulheres é posto como uma estratégia feminista chave que permite às mulheres investirem suas energias em outras mulheres, criando um novo espaço e diálogo sobre os relacionamentos das mulheres e, normalmente, limitando suas relações com os homens.

## Leituras adicionais
- Angela G. Alfarache Lorenzo (2003). Identidades lésbicas y cultura feminista: una investigación antropológica. Plaza y Valdes. ISBN 978-970-722-251-9. (em castelhano)